# Homogyna
Homogyna é um gênero de traça pertencente à família Brachodidae.